# Naïma Moreira-Laliberté
Naïma Moreira-Laliberté (1996) es una jinete canadiense que compite en la modalidad de doma. Ganó dos medallas en los Juegos Panamericanos, oro en 2019 y bronce en 2023.

## Palmarés internacional
| Juegos Panamericanos | Juegos Panamericanos | Juegos Panamericanos | Juegos Panamericanos |
| Año                  | Lugar                | Medalla              | Categoría            |
| -------------------- | -------------------- | -------------------- | -------------------- |
| 2019                 | Lima (Perú)          | Medalla de oro       | Por equipos          |
| 2023                 | Santiago (Chile)     | Medalla de bronce    | Por equipos          |